# Liste von Adligen namens Isabella
Liste von Adligen namens Isabella
Überblick (Begriffsklärungen mehrerer Personen):
- Isabella (Isabelle) von Bourbon
- Isabella (Isabelle) von Frankreich
- Isabel von Kastilien
- Elisabeth (Isabella) von Österreich/Habsburg/Austria
- Isabel von Portugal
- Isabel (Elisabeth) von Spanien
- Isabella (Isabelle) von Valois

## Kaiserinnen und Königinnen
- Isabella I. (Jerusalem) (1170–1205), Königin von Jerusalem
- Isabella I. (Kastilien) (1451–1504), Königin von Kastilien und Königin von Aragón
- Isabella II. (Jerusalem) (1212–1228), Königin von Jerusalem
- Isabella II. (Spanien) (1830–1904), Königin von Spanien
- Isabella von Angoulême (um 1188–1246), Königin von England, Ehefrau von König Johann Ohneland
- Isabella von Aragón (1243–1271), Königin von Frankreich, Tochter von König Jakob I.
- Isabella von Armenien (1219–1252), Königin von Kleinarmenien, Tochter König Leons II.
- Isabella von England (1214/17–1241), Kaiserin des Hl. Römischen Reiches, Ehefrau Friedrich II.
- Isabella von Navarra (1242–1271), Königin von Navarra und Gräfin von Champagne, Ehefrau König Theobalds II.
- Hl. Isabel von Portugal (1271–1336), Königin von Portugal
- Isabella von Portugal (1503–1539), Kaiserin des Hl. Römischen Reiches, Tochter von König Manuel I.
- Elisabeth von Valois, Isabel de Valois (1545–1568), Königin von Spanien, Ehefrau König Philipps II.

## Weitere Adelige
- Isabella, Countess of Fife, schottische Magnatin
- Elisabeth von Aragón (1300/2–1330), Herzogin von Österreich und Steiermark, Gattin Friedrich des Schönen
- Isabella von Brasilien, Isabella Gonzaga de Bragança (1846–1921), Tochter von Kaiser Peter II. von Brasilien
- Isabella von Croÿ (1856–1931) (1856–1931), Erzherzogin von Österreich-Teschen
- Isabella von Croÿ (1890–1982) (1890–1982), Prinzessin von Croÿ und Prinzessin von Bayern
- Isabella d’Este (1474–1539), Markgräfin von Mantua
- Isabelle de France (1292–1358) oder Isabelle de Valois (1292–1358), Tochter von König Philipp IV. von Frankreich
- Isabella von Ibelin (1241–1324), durch Ehe Königin von Zypern und Jerusalem
- Isabella (Lothringen) (* um 1400; † 1453), Herzogin von Lothringen
- Maria Isabella d’Orléans-Montpensier (1848–1919), Tochter von Antoine d’Orléans, duc de Montpensier
- Isabelle d’Orléans, duchesse de Guise (1878–1961), Tochter von Louis Philippe Albert d’Orléans, comte de Paris
- Isabelle Françoise Helene Marie d’Orléans (1900–1983), Tochter von Jean Pierre Clément Marie d’Orléans, duc de Guise
- Isabelle d’Orléans-Bragance (1911–2003), Tochter von Pedro d’Orléans-Braganza (1875–1940)
- Isabelle d’Orléans, duchesse de Guise (1878–1961)
- Isabelle Françoise Helene Marie d’Orléans (1900–1983)
- Isabella von Österreich, Elisabeth von Österreich (1501–1526), Tochter von König Philipp I. (Kastilien)
- Isabella von Österreich-Teschen (1888–1973), Tochter von Generalfeldmarschall Friedrich von Österreich-Teschen
- Isabel de Portugal (1397–1471), Tochter von König Johann I. (Portugal)
- Isabella von Portugal (1428–1496), Tochter von Prinz Johann von Portugal
- Isabel von Portugal (1432–1455), Tochter von Prinz Peter von Portugal
- Isabella Clara Eugenia (1566–1633), Tochter von König Philipp II. (Spanien)
- Isabelle de Valois (1389–1409), Prinzessin von Frankreich, Tochter von König Karl VI. und von 1396 bis 1400 Königin von England
- Isabella von Frankreich (Navarra), Gräfin der Champagne und Königin von Navarra
- Isabella Fortunata von Flemming (1743–1835), polnische Aristokratin